# Timothée Colani

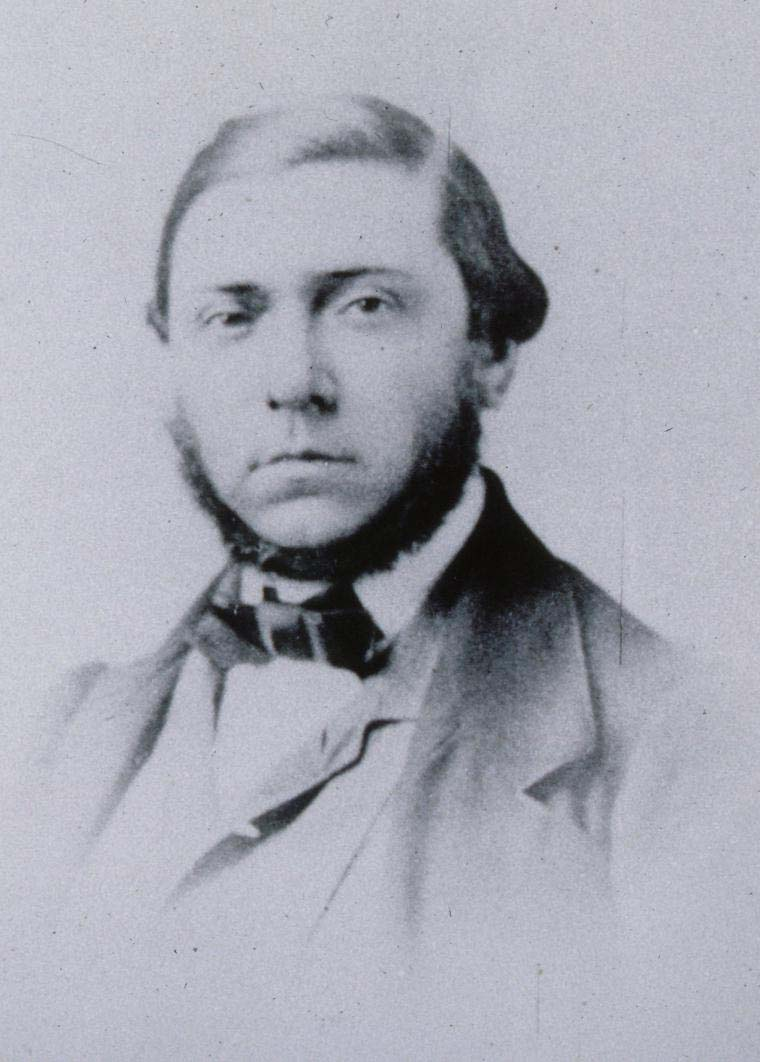
Timothée Colani

Timothée Colani (* 29. Januar 1824 in Lemé (Département Aisne); † 3. September 1888 in Grindelwald) war ein französischer evangelischer Theologe, Prediger und Schriftsteller.

## Leben
Timothée Colani war ein Sohn des aus dem Engadin stammenden und in Lemé als Pastor wirkenden Antoine Colani und der Louise Née. Er verbrachte seine Jugend zum Teil in der französischen Schweiz und in Deutschland. Einen Abschnitt seiner Schulzeit absolvierte er bei der Herrnhuter Brüdergemeine in Korntal in Württemberg. Sodann vollendete er seine Studien an der theologischen Fakultät in Straßburg und wirkte dort später als beliebter Prediger. 1847 wurde er Lizenziat aufgrund einer von dieser Fakultät gekrönten Preisarbeit über David Friedrich Strauß’ Leben Jesu. Zusammen mit Eduard Reuss, Édouard Cunitz, Edmond Schérer und Kayser begründete er 1850 die durch ihre kritisch-wissenschaftliche Haltung und durch die Einführung der Resultate deutscher Wissenschaft für den französischen Protestantismus bahnbrechenden Revue de théologie et de philosophie chrétienne, die er – seit 1858 unter dem Titel Nouvelle revue de théologie – bis 1869 herausgab. Die Zeitschrift zählte die angesehensten liberalen protestantischen Theologen Frankreichs zu ihren Mitarbeitern. Für dieses Journal lieferte Colani zahlreiche schätzenswerte, meist historisch-theologische Abhandlungen, unter denen namentlich die gründliche Besprechung von Ernest Renans Vie de Jésus Aufsehen erregte.
Colani war der Führer der liberalen Partei (Nouvelle école) innerhalb der protestantischen Kirche Frankreichs und gründete 1861 die Union protestante libérale, eine Vereinigung der kirchlich-liberalen Partei im Elsass. Ebenfalls 1861 wurde er zum Professor der französischen Literatur am protestantischen Seminar ernannt. Seit 1852 war er Vikar und seit 1862 Pfarrer an der französischen Gemeinde der Straßburger Nikolaikirche. Als er 1864 trotz des Widerstandes der orthodoxen Partei zum Professor der praktischen Theologie an der Straßburger theologischen Fakultät berufen worden war, legte er sein Pfarramt nieder. Am 29. Oktober 1865 heiratete er Pepita Gauthey, Tochter eines Schweizers und einer Spanierin.
Nachdem Colani sich durch seine Predigten, sein Werk Jésus-Christ et les croyances messianiques de son temps (Straßburg 1864) und durch zahlreiche Beiträge zur Revue des Deux Mondes bekannt gemacht hatte, zog er sich 1870 infolge der Kriegsereignisse nach Frankreich ins Privatleben zurück und wandte sich mehr der Tagespolitik zu. Seitdem war er, aus dem geistlichen Stand ausgetreten, als Führer der liberalen Partei auf der im Juni und Juli 1872 zu Paris tagenden Generalsynode der Reformierten Kirche von Frankreich tätig. Dort trat er für die bedrohte Glaubens- und Gewissensfreiheit ein. 1875 ließ er sich als Schriftsteller und Bibliothekar der Sorbonne definitiv in Paris nieder und lenkte durch seine Beiträge in literarischen und politischen Zeitungen, insbesondere dem Temps und der von Léon Gambetta herausgegebenen La République française, abermals die Aufmerksamkeit auf sich. Er starb am 3. September 1888 im Alter von 64 Jahren in Grindelwald.
Die Predigten Colanis wurden gesammelt als Sermons prêchés à Strasbourg (2 Bde., Straßburg 1857–60; deutsch von August Victor Richard, Dresden 1858) und Nouveaux sermons (Straßburg 1860) veröffentlicht. Nach seinem Tod erschienen die Essais de critique historique, philosophique et littéraire (Paris 1895). Seine Tochter Madeleine Colani machte sich als Archäologin einen Namen.